# Diana Budisavljević
Diana Obexer Budisavljević (Innsbruck, 15 gennaio 1891 – Innsbruck, 20 agosto 1978) è stata un'attivista austriaca che guidò un grande sforzo di soccorso in Jugoslavia durante la seconda guerra mondiale che salvò bambini di etnia serba ed ebraica dai campi di concentramento operati nello Stato indipendente di Croazia, salvando oltre 12.000 vite.

## Biografia
Nata a Innsbruck, Diana Obexer sposò il dott. Julije Budisavljević, cittadino austro-ungarico di etnia serba che a quel tempo lavorava come medico internista presso la clinica chirurgica di Innsbruck. Nel 1919, il dott. Budisavljević fu nominato professore di chirurgia presso la Scuola di Medicina dell'Università di Zagabria, e la coppia si trasferì quindi a Zagabria, all'epoca nel Regno di Jugoslavia.
Durante la seconda guerra mondiale, la Jugoslavia fu invasa dalle forze dell'Asse nell'aprile del 1941 e lo Stato indipendente di Croazia, alleato dei nazisti iniziò una campagna di genocidio contro serbi, ebrei e rom, stabilendo numerosi campi di concentramento in Croazia. Dopo aver appreso dei bambini prigionieri al campo Lobor-Grad, nell'ottobre del 1941, insieme a numerosi collaboratori, in particolare Marko Vidaković e Đuro Vukosavljević, lancia una campagna di soccorso intitolata "Azione Diana Budisavljević". L'Azione si è occupata principalmente di bambini serbi ma anche di donne detenute in vari campi di concentramento, incluso il campo di concentramento di Jasenovac.
Con l'aiuto della comunità ebraica locale, che era costretta a sostenere i detenuti del campo, la sua squadra ha inviato cibo, medicine, vestiti e anche denaro, prima a Lobor-Grad e poi in un altro campo a Gornja Rijeka, entrambi situati a nord di Zagabria. Il suo team ha anche aiutato i membri della Croce Rossa Croata nella principale stazione ferroviaria di Zagabria, fornendo provviste ai lavoratori forzati che vi si fermavano nel viaggio verso la Germania - alcuni di questi uomini, donne e bambini sono tornati a Zagabria dopo sono stati fermati a Maribor e Linz e non sono stati autorizzati a viaggiare ulteriormente a causa della loro malattia - sono stati curati dalla Croce Rossa e dall'Azione. Durante tale lavoro, nel marzo del 1942, Budisavljević incontrò la capo infermiera, Dragica Habazin, che divenne sua stretta collaboratrice nei mesi e negli anni seguenti per aiutare i detenuti di vari campi che furono trasferiti a Zagabria e in altri luoghi.
All'inizio del luglio 1942, con l'aiuto dell'ufficiale tedesco Gustav von Koczian, Budisavljević ottenne il permesso scritto per portare via i bambini dal campo di concentramento di Stara Gradiška. Con l'aiuto del Ministero degli affari sociali, in particolare del prof. Kamilo Bresler, è stata in grado di trasferire i bambini detenuti dal campo a Zagabria, Jastrebarsko e in seguito anche a Sisak.
Dopo gli sforzi di soccorso a Stara Gradiška, Budisavljević, indossando l'uniforme di un'infermiera della Croce Rossa, prese parte al trasporto di bambini da Mlaka, Jablanac e Jasenovac. Più di 6.000 bambini sono stati allontanati da questi campi dall'"Azione" in luglio e agosto 1942. Dopo aver ottenuto il permesso nell'agosto 1942 di trasferire i bambini dalle istituzioni di Zagabria alle cure delle famiglie, ha lavorato insieme al ramo della Caritas dell'arcidiocesi di Zagabria. e in questo modo ha permesso a diverse migliaia di bambini di essere sistemati presso varie famiglie a Zagabria e nelle comunità rurali.
Di 15.536 bambini che Budisavljević ha salvato, 3.254 bambini sono morti durante il salvataggio o subito dopo aver lasciato il campo, sfiniti da torture, fame e malattie , mentre oltre 12.000 bambini salvati sopravvissero alla guerra. Undici membri della sua squadra furono uccisi durante la seconda guerra mondiale. Sulla base di liste di trasporto e altre fonti, è stato creato un archivio dei bambini, che entro la fine della guerra conteneva informazioni di circa 12.000 bambini. Su richiesta del Ministero delle Politiche Sociali nel maggio 1945, Budisavljević consegnò alle nuove autorità jugoslave schedario che aveva gestito per quattro anni insieme a Ivanka Džakula.
Budisavljević fu quasi dimenticata dopo la guerra, pubblicamente non menzionato in Jugoslavia per decenni, perché le autorità del dopoguerra non la guardavano con favore. Visse a Zagabria con il marito, per un totale di 53 anni fino al 1972, quando tornarono a Innsbruck. Morì il 20 agosto 1978, all'età di 87 anni.

## Memoria
In reazione ad un articolo di Vjesnik degli anni '80 che aveva descritto Budisavljević come un semplice attivista del Partito Comunista all'interno della Croce Rossa, sua nipote Silvija Szabo decise di leggere il diario di Budisavljevic nel 1983 per imparare appieno delle azioni della nonna. Nel 2003, il direttore degli archivi di stato croati Josip Kolanović ha pubblicato il diario di guerra di Budisavljević, tradotto dal tedesco al croato da Silvija Szabo.
Lo studio di produzione cinematografica di Zagabria Hulahop ha prodotto un documentario su Diana Budisavljević, intitolato Dianina lista ("La lista di Diana"), e prodotto da Dana Budisavljević e Miljenka Čogelja. Il documentario ha vinto il premio dell'EAVE European Producers Workshop al forum When East Meets West a gennaio 2012 a Trieste.
Il 15 febbraio 2012, nel giorno nazionale serbo, il presidente della Serbia Boris Tadić ha decorato Diana Budisavljević con la medaglia d'oro di Miloš Obilić per coraggio ed eroismo personale.
Il 18 ottobre 2013, il patriarca Irinej della Serbia ha premiato Diana Budisavljević con l'alta distinzione della Chiesa ortodossa serba - l'ordine dell'imperatrice Milica.
A suo nome è stata intitolata una via a Belgrado, Kozarska Dubica e Gradiška. La sua casa natale in Maria Theresia Strasse a Innsbruck è conosciuta come Obexer Haus.
Da maggio 2012 un parco nella parte orientale di Zagabria è stato intitolato "Park Diane Budisavljević".
Dall'ottobre 2017, un parco con una targa commemorativa per i bambini feriti nel campo di concentramento di Sisak porta il nome di "Park Diane Budisavljević".
Il consiglio direttivo del fondo europeo di coproduzione Eurimages, in occasione della sua 147ª riunione, svoltasi dal 19 al 23 giugno 2017 a Bratislava, in Slovacchia, ha assegnato 160.000 euro a sostegno della co-produzione croato-sloveno-serbo The DB Campaign (working title - Diana's List) di Dana Budisavljević.